# Igreja Ortodoxa São Jorge de Brasília
A Igreja Ortodoxa Antioquina de São Jorge é uma igreja ortodoxa antioquina brasileira, situada no Lago Sul, no Distrito Federal. Foi projetada pelo arquiteto Oscar Niemeyer em 1986

## A comunidade ortodoxa
A comunidade da Igreja Ortodoxa na região teve início com a chegada dos primeiros imigrantes cristãos ortodoxos, em sua maioria sírios e libaneses, ao Núcleo Bandeirante nos idos de 1956-57.
Assim, esta nova coletividade, sempre que possível, deu continuidade à prática de sua religião e deveres religiosos em Anápolis e Goiânia, onde já existiam templos da Igreja Ortodoxa Antioquina.

## Idealização e construção da igreja
A Igreja foi idealizada pelo Patriarca Ignátios IV de Antioquia e de todo Oriente, o qual, durante sua visita a Brasília em outubro de 1984, fez a solicitação da construção de um templo que pudesse trazer à capital a representação da Igreja Antioquina.
O projeto da Igreja foi elaborado pelo arquiteto Oscar Niemeyer. O inicio das obras se deu em 08 de Junho de 1993, depois da visita a Brasília de sua Eminência Dom Damaskinos Mansour (Damasco, 1949), Arcebispo Metropolitano de São Paulo e todo o Brasil, o qual deu sua anuência, abençoou e acompanhou o projeto pacientemente até sua conclusão. A primeira missa na nova igreja foi celebrada pelo próprio Dom Damaskinos, em 11 de fevereiro de 1994.
A igreja foi construída com as generosas doações dos fiéis de Brasília e de muitos outros de outras partes da Arquidiocese de São Paulo, e está situada em um local nobre, o Lago Sul, localização privilegiada e marcante, o que a torna um símbolo vivo da comunidade ortodoxa na região.

## Arquitetura de Niemeyer

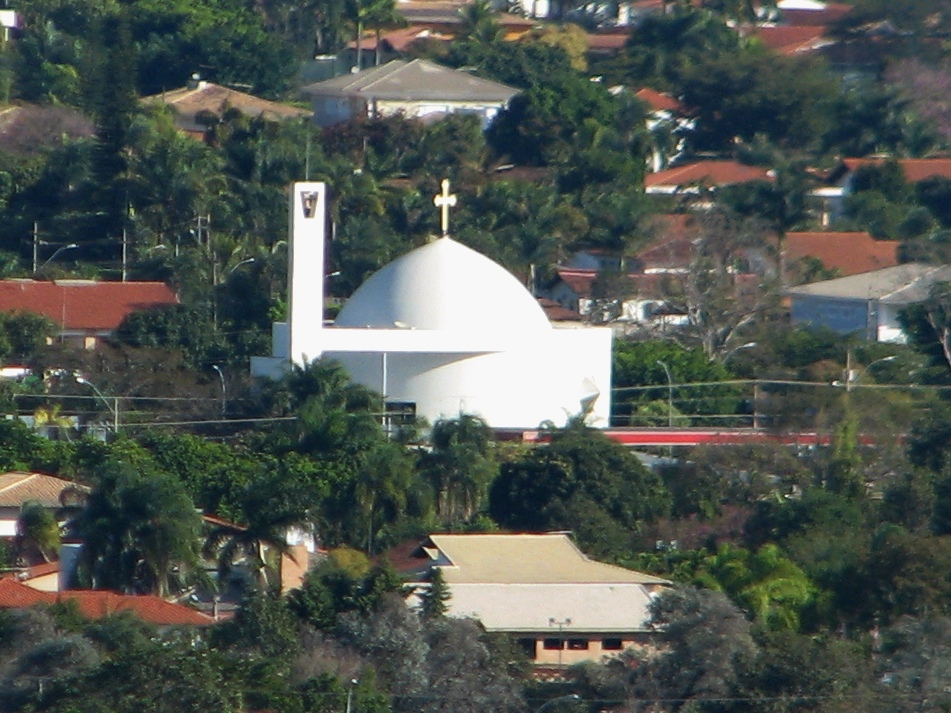
Percebe-se a presença da tradicional cúpula das igrejas ortodoxas de um modo geral, porém "adaptada" ao modernismo de Oscar Niemeyer.

Segundo o Instituto dos Arquitetos do Brasil, no Guia de obras de Oscar Niemeyer: "trata-se de um grande edifício cilíndrico, com trinta metros de diâmetro e cerca de sete de altura, todo pintado de branco e coroado por uma cúpula. A construção tem dois níveis. O espaço de culto se localiza no primeiro pavimento e é acessado por uma rampa curva externa. O térreo foi reservado para o salão paroquial e tem acesso independente. Uma viga une o campanário ao volume principal, gerando uma espécie de pórtico que, além de marcar a entrada, tem função estrutural, atirantando a rampa. O templo propriamente dito apresenta o altar-mor voltado para leste, como pede a tradição, e é simbolicamente iluminado por uma janela única, cujo caixilho é um poliedro. Na verdade, existe um sistema de iluminação e ventilação zenital entre a laje de cobertura e os fechamentos laterais. Já o salão e demais espaços de apoio são ventilados por uma sequência ritmada de estreitas aberturas. No alto da cúpula foi originalmente colocada uma cruz bastante simples, agora substituída por outra, contrastante com a pureza da composição, assim como os painéis que reproduzem a arte bizantina".